# Neohapalothrix kanii
Neohapalothrix kanii är en tvåvingeart som beskrevs av Kitakami 1938. Neohapalothrix kanii ingår i släktet Neohapalothrix och familjen Blephariceridae. Inga underarter finns listade i Catalogue of Life.